# Регионоведение
Регионове́дение — аналитическая, географическая дисциплина, изучающая внутренние и внешние факторы развития территориальных сообществ (геополитические, географические, экономические, социокультурные, конфессиональные и др.), региональные группировки, страны и их регионы как субъекты международных отношений и глобальной конкуренции.

## Описание и термин
В отличие от географического страноведения, регионоведение широко использует системный подход. Базовый учебный курс регионоведения в РФ лежит в основе вузовской специализации 350300 «Регионоведение», по которой ведётся подготовка регионоведов-специалистов в области государственного управления и региональной политики.
По предмету изучения регионоведение тесно пересекается с географической дисциплиной «Страноведение» (комплексное изучение стран, систематизация и обобщение данных об их природе, населении, хозяйстве, культуре и социальной организации), однако не тождественна ей, используя иные методы, что, в частности, отражается в различиях выстраиваемых на их основе классификационных структур. Регионоведение также связано с краеведением, которое, по мнению некоторых специалистов, можно квалифицировать как ненаучную практику, осуществляющую в рамках этого же предмета эмпирическое накопление данных и их публицистическое освоение.

## Регионоведение по странам

### Россия
Внимание, уделяемое регионоведческой тематике во всём мире, вытекает из факта территориальной и национально-государственной дифференциации природных, людских и материальных ресурсов. Учёт и тщательное изучение этих факторов необходим для построения рациональных схем использования этих ресурсов, налаживания и развития социальной, экономической и политической интеграции. После распада СССР в 1991 году объектами национального регионоведения в каждой из 15 бывших союзных республик частично вошли история, география и экономика ранее тесно связанных с ними территорий Союза ССР, которые теперь изучаются с точки зрения дальнейшего развития связей, формировавшихся между ними на протяжении десятков и сотен лет, в новом контексте международных дипломатических и экономических отношений.
По мнению некоторых учёных, регионоведение не является пока самостоятельной наукой. Так, В. А. Дергачёв и Л. Б. Вардомский относят его к комплексной дисциплине, изучающей социально-экономическое, политическое, культурное, этноконфессиональное, природное, экологическое развитие относительно целостных территориальных образований как в мире (макрорегионоведение), так и в пределах Российской Федерации (внутристрановое регионоведение).
В системе государственных образовательных стандартов РФ специальности «Регионоведение» присвоен код 350300.
«Регионоведение» предполагает изучение различных учебных дисциплин:
- язык изучаемого региона (страны)
- историю изучаемого региона
- культуру, литературу и религию изучаемого региона
- этнологию изучаемого региона
- экономику и экономическую географию изучаемого региона
- социально-политическую систему изучаемого региона
- международные отношения и внешнюю политику изучаемого региона
- мировую экономику и международные отношения
- мировое право
- историю и теорию международных отношений
- конституционное (государственное) право
- международные интеграционные процессы и международные организации
- региональные конфликты в современном мире
- региональную и национальную безопасность
- процессы формирования внешней политики и дипломатии
- основные направления региональной политики РФ
- муниципальное управление и местное самоуправление
- государственную службу в регионе
- дисциплины, учитывающие национально-региональный компонент.

Профессиональная деятельность регионоведа направлена на комплексное изучение того или иного региона (группы стран, отдельной страны) в разрезе: население, история и этнография, экономика и политика, наука; культура, религии, языки, литературы и традиции народов. От специалистов-регионоведов требуется умение разрабатывать научно обоснованные практические рекомендации для государственных органов, участвующих в проведении региональной и внешней политики; в том числе для организации научных, образовательных, информационных и культурных обменов, для развития торгово-экономического сотрудничества, дву- и многосторонних коммуникационных связей и т. п.
По своей квалификации регионовед получает знания по сопутствующим, смежным и вспомогательным дисциплинам, что позволяет выпускникам с этим дипломом исполнять функции референта, эксперта, консультанта в данной области, переводчика (переводчика-референта) по языку (языкам) изучаемого региона (группы стран, отдельной страны) при работе в государственных органах, научных и образовательных учреждениях Российской Федерации.
Углублённое изучение регионоведения предполагается в контексте изучения международных отношений (в том числе политических, экономических и пр.).

### США
Междисциплинарное регионоведение стало более распространённым в Соединенных Штатах Америки и в западной науке после Второй мировой войны. До этой войны в американских университетах было всего несколько преподавателей, которые преподавали или проводили исследования в незападном мире. Исследования за рубежом практически отсутствовали. После войны как либералы, так и консерваторы были обеспокоены способностью США эффективно реагировать на воспринимаемые внешние угрозы со стороны Советского Союза и Китая в контексте новой холодной войны, а также на последствия деколонизации Африки и Азии.
В связи с этим Фонд Форда, Фонд Рокфеллера и Корпорация Карнеги в Нью-Йорке провели ряд встреч, в ходе которых был достигнут широкий консенсус в отношении того, что для решения проблемы дефицита знаний США должны инвестировать в международные исследования. Участники утверждали, что крупные аналитические центры политологов и экономистов, ориентированные на международное развитие, являются национальными приоритетами. Однако существовали разногласия между теми, кто твердо считал, что вместо применения западных моделей социологи должны развивать культурно и исторически контекстуализированные знания о различных частях мира, тесно сотрудничая с гуманистами с одной стороны, и теми, кто считал, что социологи должны стремиться к разработке всеобъемлющих макроисторических теорий, которые могли бы установить связи между моделями изменений и развития в различных географических регионах с другой стороны. Первые стали сторонниками регионоведения, вторые — сторонниками теории модернизации.
Фонд Форда в конечном итоге станет доминирующим игроком в формировании программы регионоведения в Соединенных Штатах.
В 1950 году фонд учредил престижную Программу стипендий за рубежом (FAFP), первый крупномасштабный национальный конкурс в поддержку обучения в области регионоведения в Соединенных Штатах. С 1953 по 1966 год он предоставил 270 миллионов долларов 34 университетам для изучения регионоведения и языка. Кроме того, в течение этого периода фонд вкладывал миллионы долларов в комитеты, управляемые Советом по исследованиям в области социальных наук (SSRC) и Американским советом научных обществ (ACLS) для проведения семинаров, конференций и программ. В конце концов, совместные комитеты SSRC-ACLS взяли на себя управление FAFP.
Закон об образовании в области национальной обороны 1957 года, переименованный в Закон о высшем образовании в 1965 году, выделил средства для примерно 125 учебных подразделений, основанных на университетах, известных как программы Национального центра ресурсов в университетах США, а также стипендии для аспирантов изучающих иностранные языки и регионоведение.